# St. Ulrich (Ulrichshögl)

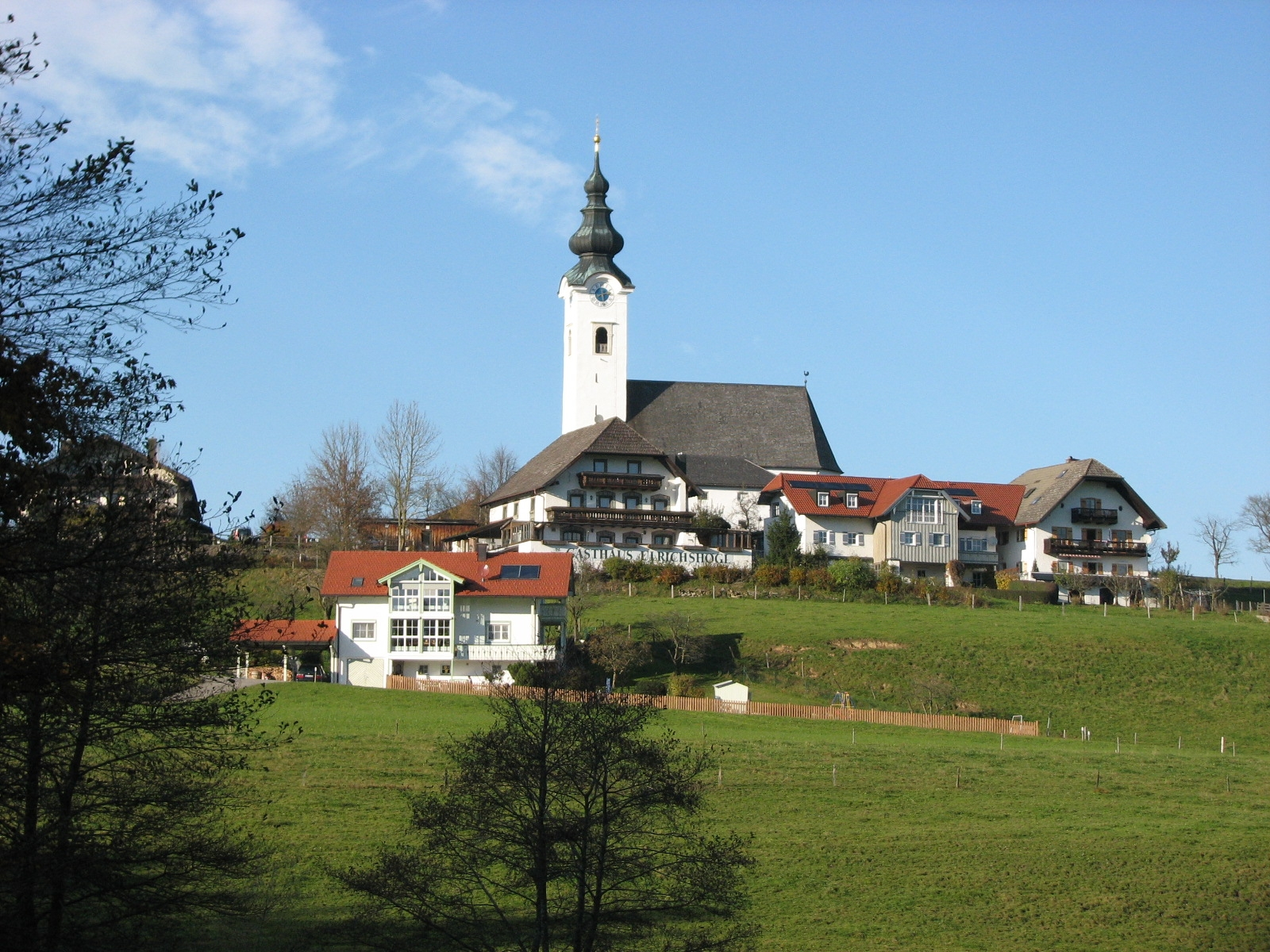
St. Ulrich

Die Filialkirche St. Ulrich ist die römisch-katholische Dorfkirche des Ortsteils Ulrichshögl von Ainring im Landkreis Berchtesgadener Land. In seiner heutigen Form entstand der Bau ab dem 15. Jahrhundert auf den Grundmauern eines romanischen Vorgängerbaus. Schutzpatron der Kirche ist der Augsburger Bischof Ulrich.

## Geschichte
Erstmals urkundlich nachgewiesen ist eine Kirche mit Tauf- und Begräbnisrecht im späten 13. Jahrhundert. Es gilt als denkbar, dass sie aus der Kapelle der Burg des einflussreichen Geschlechtes der Högler entstanden ist, die 1170 erstmals erwähnt ist. Das von verschiedenen Historikern angeführte Weihejahr 1030 ist dagegen nicht bestätigt. Der Kern des romanischen Baus ist im Langhaus der Kirche erhalten.
Vom Ortspfarrer Leonhard Mair wurde die Kirche vor dem Jahr 1470 im Stil der Spätgotik erweitert und mit einem Netzrippengewölbe ausgestattet. Im Pflaster des Chores ist ein Grabstein dieses Pfarrers aus rotem Marmor eingelassen, auf dem in gotischen Minuskeln die Inschrift Anno dni 1470 obiit honorabilis vir dns leonardus Mair plebandus huius eccsie hic sepultus zu lesen ist. 1671 wurde an der Südseite eine Sakristei angebaut, 1758 erfolgte der Neubau des hohen Turms an der Westseite mit seiner charakteristischen Zwiebelhaube.

## Ausstattung
Der Hochaltar mit seinen geschwungenen rebenrankenumschlungenen Säulen wurde im Jahr 1712 von dem Bildhauer Thaddäus Baldauf geschaffen. Er zeigt im Altarblatt den Kirchenpatron und beiderseits davon aus der Hand eines Salzburger Meisters geschaffen die Statuen von Petrus und Paulus. Auf der linken Seite des Chorraums steht eine bemalte spätgotische Holzfigur, den heiligen Ulrich im bischöflichen Ornat darstellend. In der linken Hand hält er das Pedum, in der rechten das Buch und einen Fisch.
Zum Osterfest wird an den Kartagen in der Kirche eine Nachbildung des Heiligen Grabes aufgestellt.